# Lee Sang-il
Dans ce nom coréen, le nom de famille, Lee, précède le nom personnel.
Lee Sang-il (李 相日, en coréen: 이상일), né le 6 janvier 1974 dans la préfecture de Niigata, est un réalisateur et scénariste japonais d'origine coréenne.

## Biographie
Lee Sang-il est diplômé de l'université de Kanagawa avant d'intégrer l'Institut japonais de l'image animée (en), l'école de cinéma fondée par Shōhei Imamura. Chong (青〜chong〜, Ao〜chong〜), son film de fin d'études est présenté en compétition lors du Festival du film Pia (en) — qui récompense de jeunes talents — en 2000, il remporte quatre récompenses dont le Grand Prix,.
En 2013 il réalise Unforgiven (許されざる者, Yurusarezaru mono), un remake d’Impitoyable (Unforgiven) de Clint Eastwood sorti en 1992.

## Filmographie sélective
- 2000 : Chong (ja) (青〜chong〜, Ao〜chong〜?)
- 2002 : Border Line (en)
- 2004 : 69 (en)
- 2005 : Scrap Heaven (ja) (スクラップ・ヘブン?)
- 2006 : Hula Girls (フラガール, Hura gāru?)
- 2010 : Akunin (悪人?)
- 2010 : Le Nez (鼻, Hana?)[5]
- 2013 : Unforgiven (許されざる者, Yurusarezaru mono?)[4]
- 2016 : Rage (怒り, Ikari?)
- 2017 : Burū hātsu ga kikoeru (ja) (ブルーハーツが聴こえる?)
- 2022 : Rurō no tsuki (ja) (流浪の月?)
- 2025 : Le Maître du Kabuki[6] (国宝?) Date sujette à modification

## Distinctions
Sauf indication contraire, les informations mentionnées dans cette section peuvent être confirmées par la base de données cinématographiques IMDb,  présente dans la section « Liens externes ».

### Récompenses
- 2000 : Grand prix pour Chong lors du Festival du film Pia (en)[2]
- 2006 : Nikkan Sports Film Award du meilleur film pour Hula Girls
- 2006 : Hōchi Film Award du meilleur film pour Hula Girls[7]
- 2007 : prix du meilleur film, du meilleur réalisateur et du meilleur scénario pour Hula Girls aux Japan Academy Prize[8]
- 2007 : Blue Ribbon Award du meilleur film pour Hula Girls[9]
- 2010 : Nikkan Sports Film Award du meilleur film pour Villain
- 2010 : Hōchi Film Award du meilleur film pour Villain[7],[10]
- 2011 : prix Kinema Junpō du meilleur film, du meilleur réalisateur et du meilleur scénario pour Villain
- 2011 : prix Mainichi du meilleur film pour Villain[11]
- 2016 : Hōchi Film Award du meilleur réalisateur pour Rage[7]

### Sélections
- 2010 : Villain est en compétition pour le Grand Prix des Amériques au Festival des films du monde de Montréal
- 2011 : prix du meilleur film, du meilleur réalisateur et du meilleur scénario pour Villain aux Japan Academy Prize[12]
- 2016 : en compétition pour la Coquille d'or du meilleur film et la coquille d'argent du meilleur réalisateur avec Rage au Festival international du film de Saint-Sébastien
- 2017 : prix du meilleur film, du meilleur réalisateur et du meilleur scénario pour Rage aux Japan Academy Prize[13]

### Vidéographie
- Dialogue avec Lee Sang-il et Aoi Miyazaki, court métrage de trente minutes, dialogue animé par Kohei Ando